# Walter Salles
Walter Salles (født 12. april 1956 i Rio de Janeiro, Brasilien) er en brasiliansk filminstruktør. 
Med baggrund som dokumentarist debuterede Salles som spillefilminstruktør i 1991. Terra Estrangeira (1996) var en samproduktion med Portugal, som fik bred international distribution og vandt en række priser. Den var med i et opsving for brasiliansk filmproduktion i midten af 1990'erne. Salles har haft stor international succes med Central do Brasil (Central Station, 1998) og Diarios de motocicleta (Motorcykel dagbog, 2004); sidstnævnte skildrer den unge Che Guevara.